# Echinometridae
Az Echinometridae család a Camarodonta rendbe tartozó tengerisün-család.

## Elterjedés
Az Echinometra mathei faj a Vörös-tengerben, Afrika keleti partjainál, valamint Ausztrália, Japán és Hawaii közelében él.
A Heterocentrotus mammillatus faj az Indiai- és a Csendes-óceánban él.
A Colobocentrotus atratus faj a meleg vizű tengerekben korallzátonyon él.

## Méret
Az Echinometra mathaei faj 7,5 cm-es.
A Heterocentrotus mammillatus faj 8,13 cm hosszú és 1,3 cm széles.

## Rendszerezés
- Anthocidaris
  - Anthocidaris crassispina
- Colobocentrotus
  - Colobocentrotus atratus
- Echinometra
  - Echinometra lucunter
  - Echinometra mathaei
  - Echinometra viridis
- Heterocentrotus
  - Heterocentrotus mammillatus
  - Heterocentrotus trigonarius

## Képek

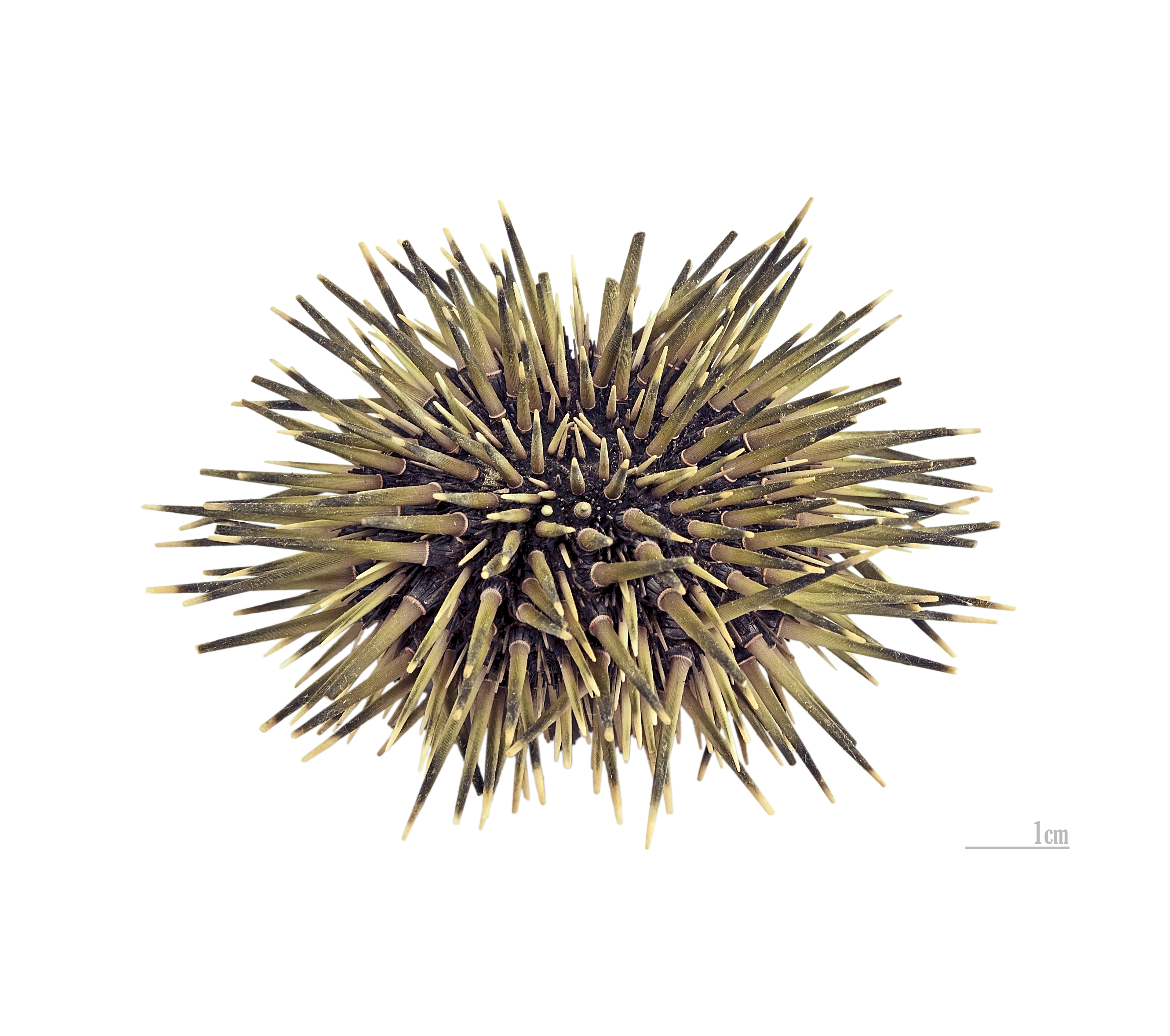
Echinometra mathaei
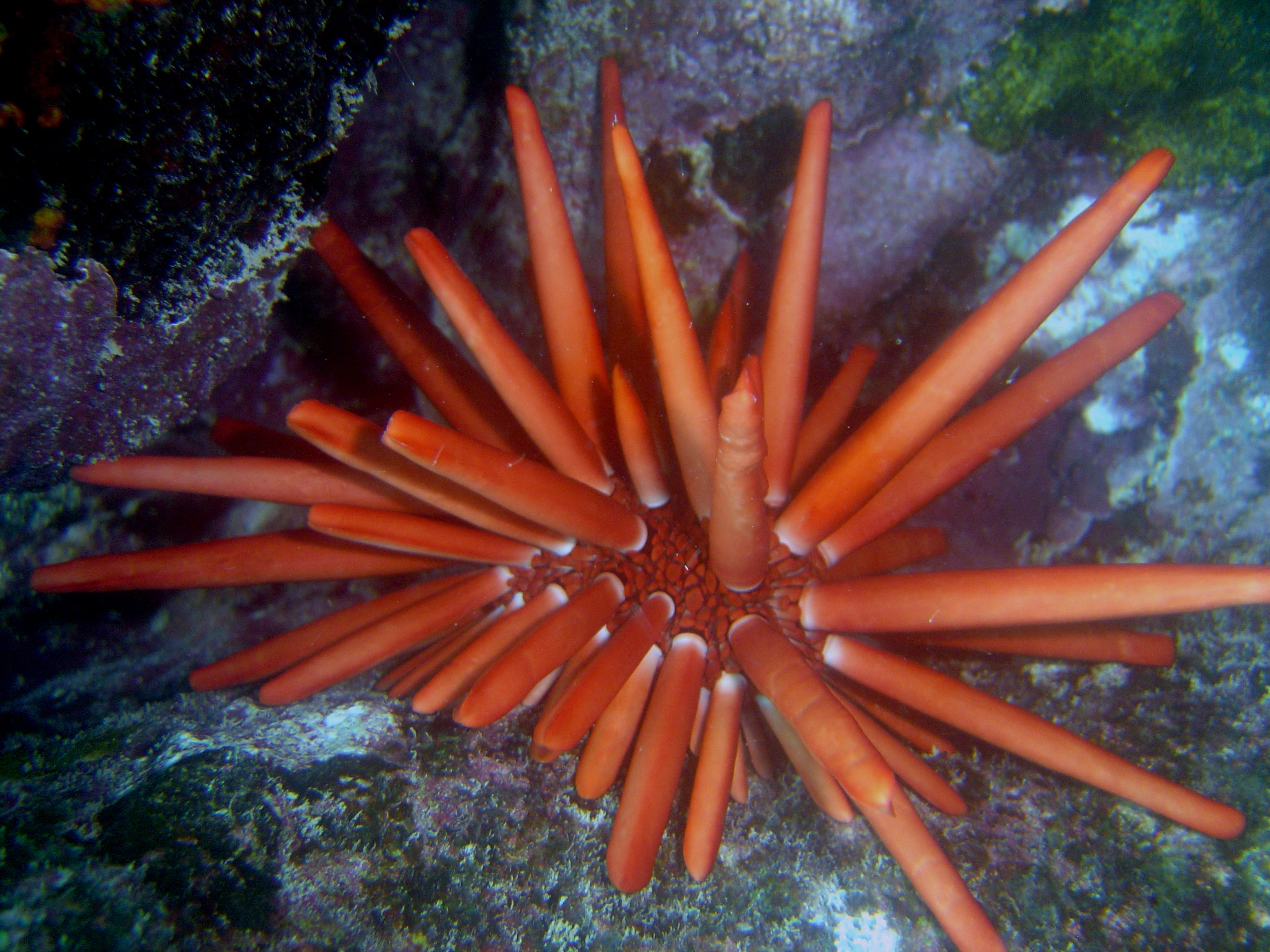
Heterocentrotus trigonarius
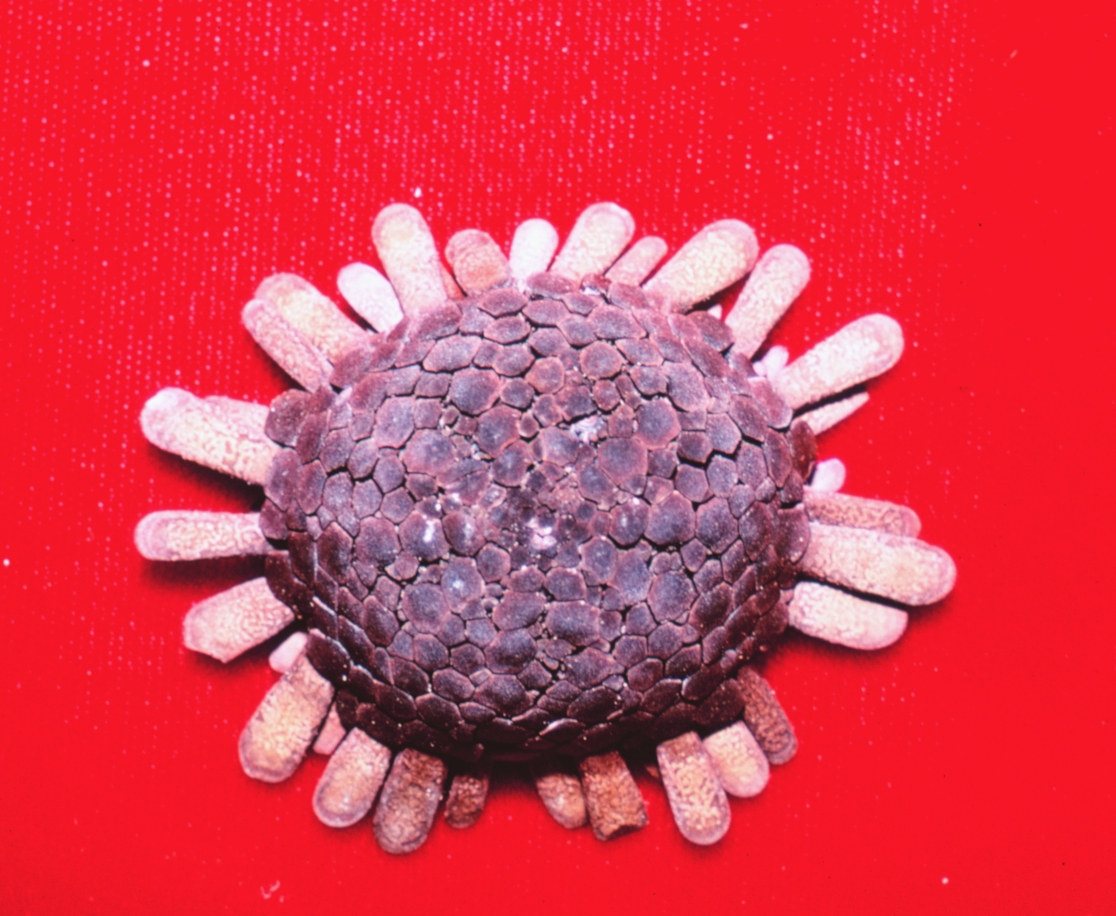
Colobocentrotus atratus
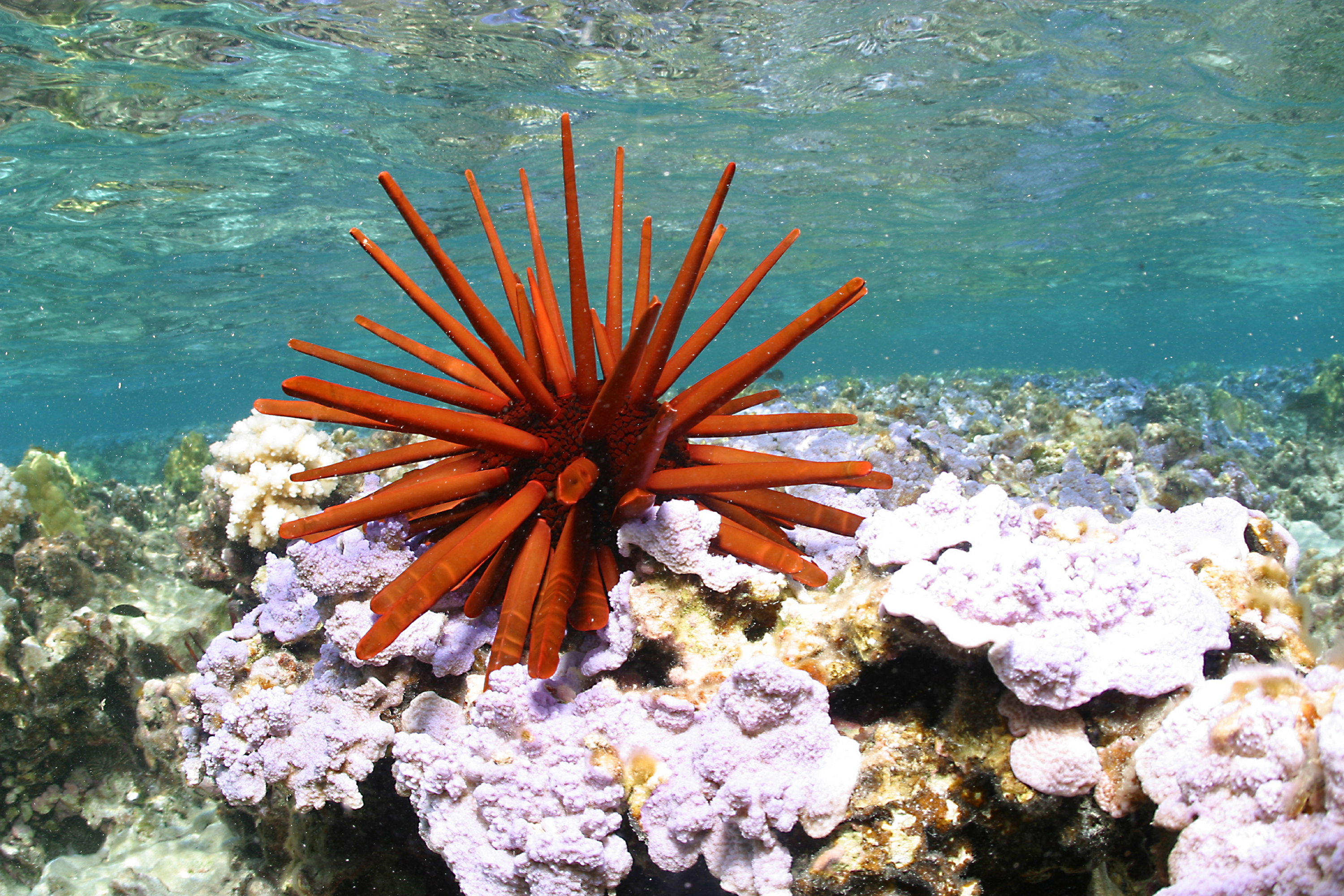
Heterocentrotus mammillatus
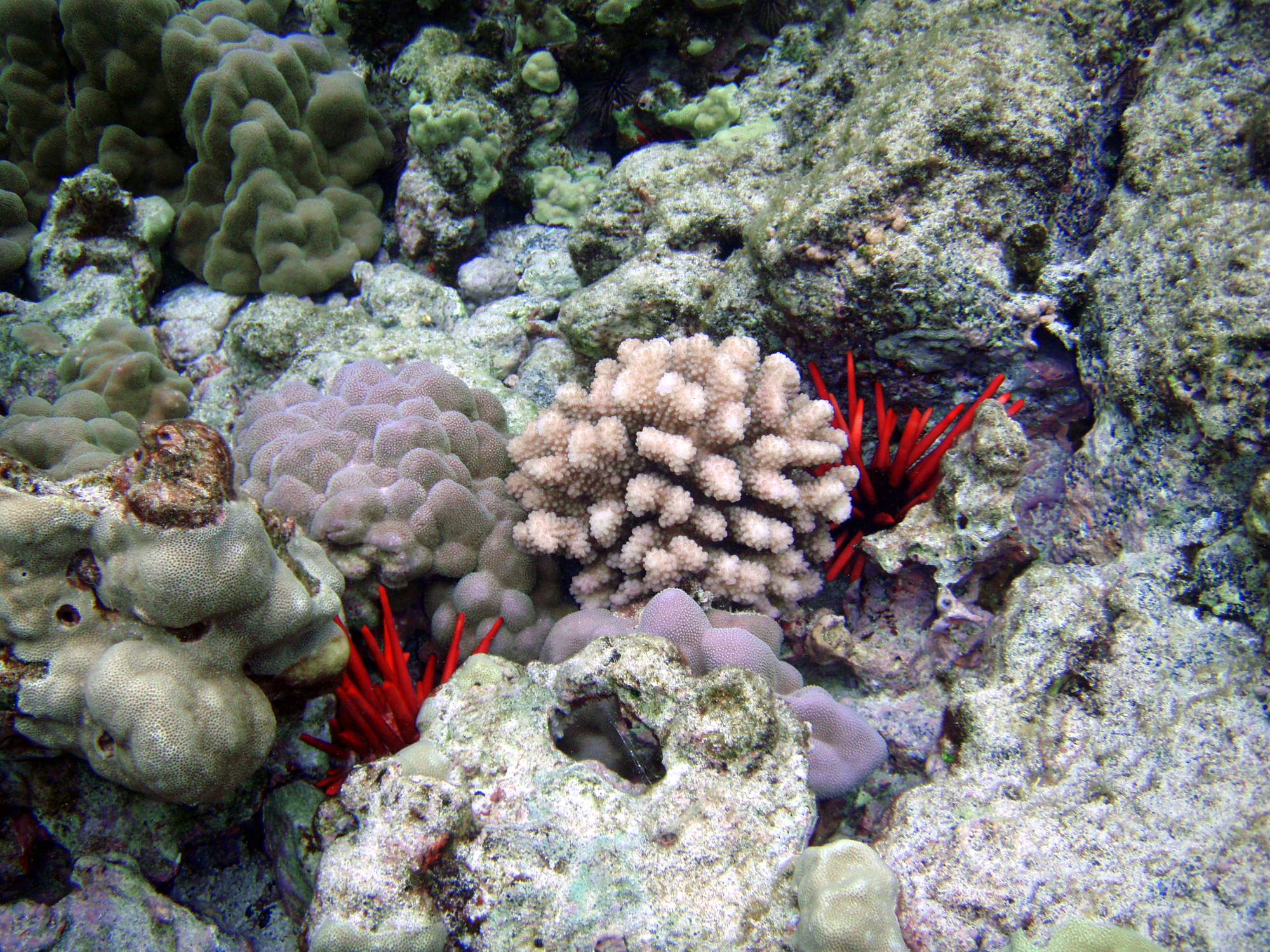
Heterocentrotus trigonarius